# Rohoznice (kraj hradecki)
Rohoznice (niem. Rohosnitz)– gmina (obec) oraz wieś w Czechach, w powiecie Jiczyn, w kraju hradeckim. Według danych z dnia 1 stycznia 2024 liczyła 324 mieszkańców. W 2014 roku gmina była zamieszkana przez 214 osób.
Wieś znajduje się ok. 5 km na północny wschód od miasta Hořice, przy rzece Bystřice oraz drodze II/284. Gmina graniczy bezpośrednio z miastem Miletin od północnego zachodu. Częścią integralną gminy jest osada Polšť, znajdująca się w jej południowo-zachodniej części. W północnej części gminy znajduje się kaplica św. Jana Nepomucena.

## Historia
Pierwsza pisemna wzmianka o wsi pochodzi z 1267 roku.